# .pg
.pg為巴布亚新几内亚國家及地區頂級域（ccTLD）的域名。該域名於1991 年 9 月 26 日啟用。必須是巴布亚新几内亚當地的實體或在該國有代表處的機構才有資格申請該域名。

## 外部連結
- IANA .pg whois information（页面存档备份，存于）